# Преображенский, Сергей Юрьевич
Сергей Юрьевич Преображенский (16 июня 1955, Москва — 20 июня 2017, Москва) — московский поэт, ученый-филолог.

## Биография
Окончил историко-филологический факультет московского университета дружбы народов, защитил кандидатскую диссертацию по филологии. На протяжении многих лет преподавал на филологическом факультете РУДН, был доцентом и заместителем руководителя кафедры общего и русского языкознания.
Работал сценаристом на НТВ, редактором различных изданий.
Жена — Ольга Яковлевна Бараш.

## Научная деятельность
Область научных интересов — лингвистическая поэтика и методология лингвистики. Владел английским, французским, польским языками. В исследовании поэтического текста исходил из того, что поэтический язык подлежит описанию в рамках принятых моделей описания естественных языков. Согласно его концепции стихи (или стихотворные строки) — «это не стиховедческие конструкты, а элементы своеобразной языковой системы, разнообразно ритмически организованные сигналы, главной коммуникативной функцией которых в рамках этого поэтического языка является вторичная сегментация речи с вытекающей из этой сегментации частичной синтаксической перестройкой сообщения». Для описания данных единиц Преображенский предлагает использовать «эмический» термин — «стихема», пользуясь которым возможно выстроить типологию стиха, соотносимую с типологией естественных языков.
Свою научную деятельность характеризовал следующим образом: «выбор специальности был для меня и случайным и неслучайным — кроме русской лингвистики открывалось не так уж много полян деятельности, где власть не особенно доставала, а никаких специальных навыков, кроме навыка беглого чтения, не требовалось. Подписавшись на лингвистику, я вынужден был лет двадцать подтверждать профессиональный статус <…> — и чем больше я статус подтверждал, тем меньше мне нравилась вся эта русистика и славистика, потому что по ходу дела я обнаруживал в ней много нелепого и бестолкового, а также откровенной халтуры и просто, честно сказать, ерунды. <…> Мои немногочисленные научные достижения представляют собой по форме статьи — плод вынужденных усилий — и свободный полет не обремененной чрезмерной эрудицией мысли по существу. Тем не менее я смею утверждать, что, опять-таки по существу, я сейчас лучше, чем любой другой лингвопоэт (или лингвопоэтик — это уж как кому угодно), представляю себе языковую природу стиха»

## Творчество
Первая публикация в журнале «Смена» появилась в 1974 году, в 1990 году большая подборка вышла в антологии «Граждане ночи», первый поэтический сборник вышел в 1997 году. Был близок к группе «Московское время».
Георгий Векшин: «Родом он был от Державина и Тютчева, Мандельштама, Ходасевича и Заболоцкого. Он знал, как правильно создается неправильная речь. Преображенский писал много о смерти, она была главной его путеводной звездой в мире, исполненном радости и остроумия».
Юрий Орлицкий: «Как поэт Преображенский начинал в годы максимального московского поэтического кипения восьмидесятых, он знал всех, и все его знали. Но ни с какой из возникших в те годы группировок его идентифицировать невозможно: он всегда был сам по себе, шел своим путем. Наверное, именно поэтому его читали незаслуженно скудно»

## Сочинения
- Мы жили в Москве. — М.: Арго-Риск, 1997
- 01. — М., 2001
- Календа. — М., 2012
- Стихотворный синтаксис в свете лингвистической типологии // III Международный конгресс исследователей русского языка «Русский язык: исторические судьбы и современность», Москва, МГУ им. М. В. Ломоносова, 20—23 марта 2007 г. Труды и материалы. М.: МГУ, 2007
- Системный анализ стиха // Валентинова О. И., Денисенко В. Н., Преображенский С. Ю., Рыбаков М. А. Системный взгляд как основа филологической мысли. М.: Издательский дом ЯСК, 2015
- Три канона русского верлибра: переводческий, писательский и филологический // Проблемы каноничности русской литературы: теория, эволюция, перевод. Краков: Изд. Ягеллонского ун-та, 2017. С. 125—140.
- «Футбол»: версии поэтической концептуализации (О. Мандельштам, В. Набоков, Н. Заболоцкий, К. Вежиньский, А. Слисаренко, Н. Отрада) // Человек в пространстве языка. № 9. Периодический сборник научных статей. Каунас, 2017. С. 273—281.

## Критика
- Медведев К. Сергей Преображенский. Мы жили в Москве. — http://old.russ.ru/journal/kniga/99-02-13/medved.htm Архивная копия от 13 сентября 2019 на Wayback Machine